# 미이라의 손
미이라의 손(The Mummy's Hand)은 미국에서 제작된 크리스티 카반 감독의 1940년 모험, 코미디, 공포 영화이다. 딕 포란 등이 주연으로 출연하였고 벤 피버 등이 제작에 참여하였다.

## 출연

### 주연
- 딕 포란
- 페기 모란

### 조연
- 월리스 포드
- 에두아르도 치아넬리
- 조지 주코
- 세실 켈러웨이
- 찰스 트로우브릿지
- 톰 타일러
- 시그 아노
- 에디 포스터
- 해리 스툽스
- 마이클 마크
- 마라 타타
- 레온 벨라스코
- 제리 프랭크
- 보리스 칼로프
- 프랭크 랙틴
- 머독 맥쿼리
- 켄 테렐

## 제작진
- 세트: 러셀 A. 고스맨
- 의상: 베라 웨스트